# Immigrant Song/Hey, Hey, What Can I Do
Immigrant Song/Hey, Hey, What Can I Do è un singolo del gruppo musicale britannico Led Zeppelin, pubblicato il 5 novembre 1970 come unico estratto dal terzo album in studio Led Zeppelin III.

## Tracce
1. Immigrant Song – 2:21 (Robert Plant, Jimmy Page)
2. Hey, Hey, What Can I Do – 3:53 (Robert Plant, Jimmy Page, John Paul Jones e John Bonham)

## Accoglienza
Al momento della sua uscita si è classificato al 16º posto della classifica di Billboard.

## Descrizione
Si tratta del brano d'apertura dell'album ed è stato composto da Jimmy Page e Robert Plant durante una tournée del gruppo in Islanda a metà del 1970. Vi sono presenti vari riferimenti la terminologia dei vichinghi, e le parole hanno fortemente influenzato i successivi testi dell'heavy metal, in particolare del filone di stampo epico-mitologico. In una strofa si nomina l'«hammer of the gods» (il martello degli dei, riferendosi al Mjöllnir), espressione utilizzata da Stephen Davis per intitolare la biografia del complesso: Hammer of the Gods: The Led Zeppelin Saga. In seguito l'immagine è divenuta ricorrente nei testi di gruppi metal come Iron Maiden e Manowar, e dei gruppi epic metal e viking metal in generale, e dal 1970 al 1972 è stato il brano di apertura dei loro concerti.

## Significato
Il testo tratta la forza e il coraggio degli immigrati, invocando l'uguaglianza e l'accettazione in tutto il mondo. Nello specifico narra dello spostamento  dalla terra del ghiaccio e della neve" verso nuovi territori.

Il riferimento principale della canzone fu la migrazione degli islandesi in Gran Bretagna e in Germania e l'ispirazione sul tema venne fornita a Jimmy Page in seguito ad un concerto in Islanda nell'estate del 1970. L'evento nacque per favorire la riappacificazione tra il governo britannico e quello islandese, proprio a seguito di diversi episodi di razzismo verificatisi a danno degli islandesi. La band londinese, in tal caso, fungeva dunque da portavoce per un programma di scambio culturale che doveva essere anche rappresentato da un documentario. Il fatto causò molte polemiche, e lo sciopero nazionale degli operai; inoltre, al concerto (che rischiò fino all'ultimo di essere annullato), vi furono soltanto 5500 persone, di cui molti bambini. A tal proposito, Paige ricorderà:

## Utilizzo nei media
Per riuscire ad averla nel film School of Rock del 2003, Jack Black ha inscenato durante le riprese di una delle sequenze finali del film, un monologo implorante, rivolto a Page, Plant e Jones, chiedendogli di concedere l'uso del brano nel film. L'umorismo e l'entusiasmo di Black hanno convinto i Led Zeppelin (che in genere non concedono la loro musica per film o spot pubblicitari), e Immigrant Song è stato utilizzato in una sequenza.
La melodia del brano è ascoltabile anche in una scena del film d'animazione Shrek terzo quando Biancaneve (imitando l'urlo di Plant) lancia gli animali della foresta all'attacco di due alberi animati. Il pezzo viene anche usato nel film Thor: Ragnarok (in modo molto appropriato poiché la storia ha a che fare con il Ragnarǫk, un evento catastrofico delle leggende norrene).
Il pezzo è stato anche oggetto di una reinterpretazione ad opera di Trent Reznor ed Atticus Ross (dei Nine Inch Nails), insieme alla cantante Karen O che fa parte della colonna sonora del film Millennium - Uomini che odiano le donne.

## Altre versioni
Del brano Immigrant Song sono state incise numerose cover del brano, le più celebri sono quelle dei Nirvana e di Trent Reznor.

## Formazione
- Robert Plant – voce
- Jimmy Page – chitarra
- John Paul Jones – basso, organo Hammond
- John Bonham – batteria